# Gaius Marius
Gaius Marius (157 př. n. l. – 13. ledna 86 př. n. l.) byl římský vojevůdce a politik zvolený celkem sedmkrát konzulem. Žádný jiný Říman před ním tento úřad tolikrát nezastával. Do dějin římského státu se zapsal také zásadní reformou římského vojska, v níž bylo poprvé připuštěno verbování občanů nedisponujících pozemkovým vlastnictvím. Kromě toho rovněž reorganizoval uspořádání legie, jejíž základní jednotkou se stala kohorta namísto manipulů.

## Život

### Počátky kariéry
Marius se narodil v roce 157 př. n. l. ve městě Arpinum na jihu Latia. Tato obec byla dobyta Římany ve druhé polovině 4. století př. n. l. a jejím obyvatelům bylo poté uděleno římské občanství bez hlasovacího práva (civitas sine suffragio). Teprve v roce 188 př. n. l. obdrželi Arpinští plná občanská práva. Plútarchos tvrdí, že Mariův otec se živil prací vlastních rukou. Nicméně tato informace zřejmě není pravdivá, neboť Marius disponoval dobrými kontakty v Římě, taktéž kandidoval do funkce úředníka v Arpinu a oženil se s dívkou z místní nobility. Všechny tyto skutečnosti svědčí spíše o tom, že se narodil v nějaké významné jezdecké rodině. Jeho neřímský původ mu ale působil četné komplikace v pozdějších letech, kdy se zapojil do politického života v Římě, kde byl označován jako „nový člověk“ (homo novus). Existuje legenda, podle níž měl Marius v chlapeckém věku nalézt orlí hnízdo se sedmi vejci. Protože orel byl pokládán za posvátné zvíře Jova, nejvyššího římského boha, byla tato bezvýznamná událost později vykládána jako znamení resp. předzvěst jeho sedminásobného konzulátu. Už ve funkci konzula vydal Marius nařízení, v němž byl orel označen za oficiální symbol Senátu a lidu římského.
V roce 134 př. n. l. sloužil Marius ve vojsku válčícím u Numantie. Jeho vynikající výkony upoutaly pozornost Scipiona Africana mladšího. Zda dorazil k vojsku současně se Scipionem Africanem, případně sloužil v demoralizované armádě již před vojevůdcovým příchodem, nelze s jistotou určit. Zdá se však, že už v této počáteční fázi své vojenské kariéry projevil Marius ambici stát se politikem v samotném Římě. Záhy byl díky svému příkladnému plnění povinností a osobní statečnosti zvolen vojenským tribunem. O deset let později v roce 123 př. n. l. se Marius stal quaestorem poté, co se nejprve neúspěšně ucházel o magistraturu ve svém rodném městě. Jako homo novus musel Marius během své politické kariéry čelit řadě nesnází a utrpěl i mnoho skličujících nezdarů. K získání podpory využíval patrně starých rodinných kontaktů a styků, jež navázal v době vojenské služby. Mocným stoupencem Maria byl především Mariův patronus Quintus Caecilius Metellus. Ačkoli Metellové nebyli patricijského původu, náleželi k nejvlivnějším římským rodům. Projev přízně, kterým svého klienta v počátcích jeho kariéry zahrnuli, se jim měl však nakonec hrubě vymstít. V roce 119 př. n. l., tedy krátce po zavraždění druhého z bratrů Gracchů – Gaia, vykonával Marius úřad tribuna lidu. Své sympatie projevoval od počátku populárům a prosadil zákon zakazující kontrolu hlasovacích uren v průběhu voleb. Tím si ovšem vysloužil nepřátelství optimátů – patricijů a římského senátu, včetně svých ochránců Metellů, neboť právě římské elity zneužívaly záminky kontroly uren k manipulaci hlasování v lidových shromážděních (comitia).
Zbavený politické podpory Metellů se Marius dvakrát pokusil stát aedilem, avšak bez úspěchu. Jeho svéhlavost a hlavně jeho nevalný původ mu nadělaly mnoho nepřátel, Marius ale prokázal obdivuhodnou vytrvalost. V roce 116 př. n. l. byl konečně zvolen praetorem, záhy byl však obviněn z uplácení voličů. V následném soudním sporu přesto dosáhl osvobozujícího rozsudku. Rok nato byl Marius ve funkci propraetora vyslán do Lusitánie, kde podnikl řadu menších vojenských akcí a domohl se značného bohatství. Po dvou letech se Marius vrátil do Říma. Kandidaturu na konzulát, další a současně nejvyšší úřad v hierarchii římských magistratur, prozatím odložil. Zanedlouho však učinil závažné osobní rozhodnutí, když se v roce 110 př. n. l. oženil s Julií Caesaris (tetou Julia Caesara). Ta pocházela z caesarovské větve rodu Juliů – starobylé, třebaže nyní zchudlé a nevýznamné patricijské rodiny. Tehdy již velmi zámožný Marius proto Juliiny rodiče snadno přesvědčil, aby svolili k sňatku, kterým si Marius zajistil přístup do vyšších politických a společenských kruhů. Brzy po svatbě se narodil Mariův jediný syn Gaius Marius mladší.

### Metellovým legátem, první konzulát

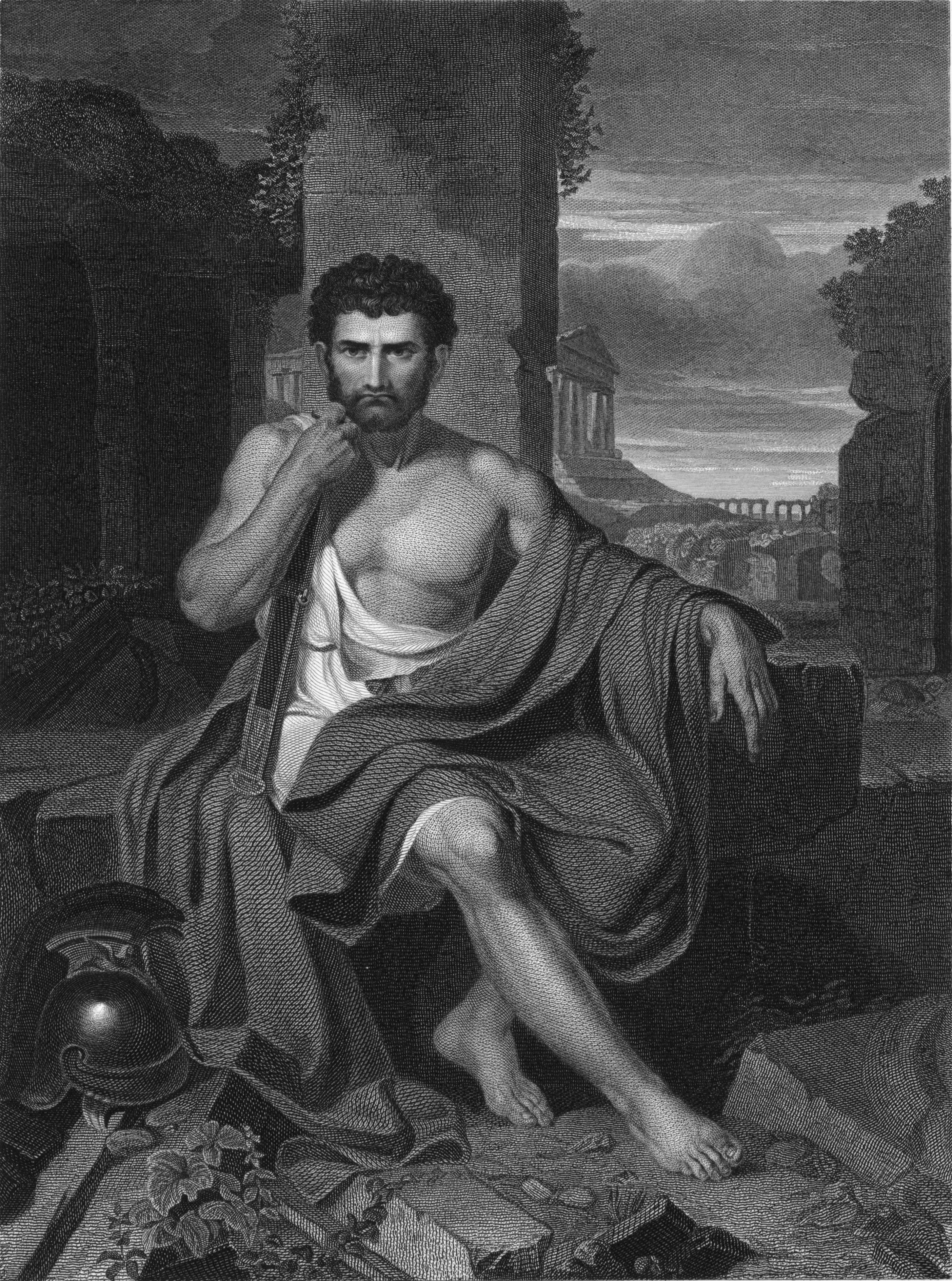
„Marius mezi ruinami Kartága“

Přestože se zdálo, že Metellové a Marius se nadobro rozešli vzhledem k zákonům, jež Marius prosadil ve funkci tribuna, rozkol mezi nimi nebyl úplný. V roce 109 př. n. l. si Quintus Caecilius Metellus vybral Maria za svého legáta pro chystané tažení proti numidskému králi Jugurthovi. Legáti byli původně posíláni senátem jako vyslanci do cizích zemí, avšak v pozdějších dobách byli tito muži využíváni jako pomocníci magistrátů působících mimo Řím. Vojevůdci je proto ustavovali svými pobočníky a podřízenými a legáti tak byli jejich nejspolehlivějšími důstojníky. Metellus tudíž požádal senát, aby určil Maria legátem a povolil mu sloužit pod ním. V Sallustiově popisu Metellova tažení nejsou kromě Maria zmiňováni žádní jiní legáti, z čehož lze usuzovat, že Marius byl v roli Metellova prvního legáta a tedy jeho pravé ruky. Metellus tímto způsobem využíval Mariových bohatých vojenských zkušeností, zatímco Marius posiloval svoje politické konexe.
V Africe si Metellus nepočínal o mnoho úspěšněji než jeho předchůdci. Kromě několika menších vítězství (například v bitvě u Muthulu, kde Marius svým příchodem odvrátil Metellovu hrozící porážku), se situace nevyvíjela pro Římany nijak příznivě. V roce 108 př. n. l. se Marius cítil být dostatečně silný podstoupit volební zápas o konzulát a požádal proto Metella, aby jej propustil a umožnil mu odejít do Říma. Metellus na něho ale naléhal, aby věc znovu uvážil a doporučoval mu kandidovat spolu s jeho synem (tomu však bylo tehdy dvacet let, takže by mu trvalo zhruba dalších dvacet let, než by se mohl ucházet o konzulát). Po tomto setkání se Marius snažil zavděčit legionářům uvolněním tuhé disciplíny, současně přesvědčoval italské obchodníky, že by dokázal zajmout Jugurthu během několika málo dní a pouze s polovinou Metellovy armády. Touto cestou Marius působil na veřejné mínění v Římě, přičemž opakoval, že je schopen přivodit rychlý konec války na rozdíl od opatrného Metella, který se přidržoval strategie metodického podrobování Numidie. Metellus nakonec Mariovi vyhověl a povolil mu návrat do Itálie, neboť pochopil, že je kontraproduktivní mít podřízeného, který se staví proti vlastnímu veliteli.
Za okolností, kterým není příliš složité porozumět, byl Marius s velkou převahou hlasů zvolen římským lidem konzulem pro rok 107 př. n. l. Marius postavil svoji kampaň na kritice Metellovy neschopnosti přivést válku s Jugurthou k rychlému rozhodnutí. Spolu s opětovnými vojenskými debakly předchozích velitelů a se silným podezřením z úplatnosti římské aristokracie, nebylo nijak překvapivé, že neznámý avšak podle všeho počestný občan, který se s takovou námahou a navzdory nepřejícnosti aristokracie prodíral vzhůru jednotlivými úřady, byl vybrán jako alternativa k neobratným či zkorumpovaným zástupcům nobility. Senátoři se ale nesmířili se svojí prohrou. S poukazem na zákon lex Sempronia týkající se konzulárních provincií se senát pokusil zamezit Mariovi v převzetí velení v Africe a místo toho prodloužil Metellovo imperium jeho ustavením prokonzulem. Marius ale toto usnesení obešel postupem užitým v roce 131 př. n. l. V daném roce byla vedena debata o tom, komu by mělo být svěřeno vedení války proti Aristoníkovi v Asii. Jeden z tribunů lidu tehdy prosadil zákon umožňující volbu vojevůdce. Podobný zákon byl přijat také v roce 108 př. n. l., načež byl Marius lidovým shromážděním zvolen za velitele ve válce s Jugurthou. Metellus prý velmi trpěl, když se dozvěděl o tomto rozhodnutí a odmítl se setkat se svým nástupcem. Senátoři mu po návratu do Říma přiznali triumf a navíc mu udělili čestné agnomen Numidicus (dobyvatel Numidie).

### Odvody
Invaze germánských kmenů Kimbrů a Teutonů do jižní Galie, ke které došlo právě v těchto letech, vázala velké množství římských legií. Římané proto čelili nedostatku lidských sil podobnému tomu, s nímž se obtížně vyrovnávali v době Hannibalova vpádu do Itálie za druhé punské války. Římané doposud rekrutovali pouze občany disponující pozemkovým vlastnictvím, kteří dokázali nést náklady na svoji výstroj a měli rovněž zájem na obraně státu, protože v případě porážky mohli nejvíce ztratit. V některých předchozích válkách se od této praxe občas upouštělo, ovšem vždy se tak dělo pouze na nezbytně nutnou dobu. Avšak od konce punských válek a podmanění Východu počet drobných majitelů půdy (v podstatě příslušníků římské střední třídy) dramatickým způsobem poklesl. Bohatí velkostatkáři z řad patricijů a jezdců skupovali malé farmy od krachujících zemědělců, kteří nedokázali čelit konkurenci masivně dovážených otroků z podrobených zemí. Nezaměstnaná a frustrovaná masa prostého lidu dopomohla ke vzestupu bratrům Gracchům, kteří prosazovali reformy v zájmu posílení středních vrstev. V době Mariova nástupu k moci však tento tradiční rezervoár lidských sil již naprosto vymizel.
Mariův plán, jak tento nedostatek odstranit, se ukázal být jednou z nejpřevratnějších reforem, jakou římská legie vůbec kdy podstoupila. Zatímco Gracchové se bezzemkům (capite censi) pokusili udělit půdu, Marius se uchýlil k bezprecedentnímu kroku, když jim poskytl stálé placené zaměstnaní v podobě služby v jeho zcela profesionální armádě. Kromě toho jim Marius zaručil možnost obohatit se o válečnou kořist a rovněž jim přislíbil příděl půdy po propuštění z vojska. Jelikož se chudým občanům nenaskýtala jiná možnost, jak zlepšit své společenské postavení, dychtivě se chopili šance, kterou jim Marius nabídl, a vstoupili do jeho nového vojska. Vojáci měli ovšem velmi silný osobní zájem podporovat svého velitele třeba i proti vůli římského senátu, neboť především na jejich generálovi záviselo, zda po skončení služby obdrží přislíbenou půdu. Mariem vytvořené žoldnéřské vojsko se stalo efektivní vojenskou silou, leč zcela loajální vůči svému veliteli, nikoli vůči římskému státu. Marius tedy upevnil sílu římské armády, zároveň však poskytl ambiciózním jedincům nástroj, s kterým v budoucnu snadno povalí římskou republiku a nastolí samovládu. Reforma kladla důraz na profesionalismus, čímž měl být vyvážen úpadek vojenského ducha a občanské zodpovědnosti vůči státu. Svojí základní taktickou jednotkou učinil Marius kohortu, přičemž manipul zůstal pouze organizační složkou v rámci kohorty. Každá kohorta čítala zhruba 500 vojáků, elitní první kohorta, jež opatrovala stříbrného orla, posvátný symbol legie, byla tvořena především z veteránů. Aby se zvýšila pohyblivost a pochodová rychlost vojska, museli si legionáři od nynějška sami nést proviant a veškerá zavazadla, což jim vyneslo přezdívku „Mariovi mezci“ (muli Mariani). Marius rovněž sjednotil výzbroj a výstroj legionářů, jež byla navíc pořizována na státní útraty.

### Válka v Numidii
Marius záhy pochopil, že dovést válku s Jugurthou do vítězného konce nebude tak snadné, jak si původně představoval. Do Afriky dorazil v polovině roku 107 př. n. l. a v následujícím roce přinutil Jugurthu k ústupu směrem na západ k Mauretánii. Mariovým quaestorem byl Lucius Cornelius Sulla, jenž pocházel z patricijské rodiny, na kterou však nyní dolehly zlé časy. Marius zřejmě nebyl právě nadšený z toho, že za svého podřízeného získal tohoto rozmařilého mladíka, ovšem Sulla se projevoval jako schopný voják. V roce 105 př. n. l. byl mauretánský král Bokchus, který byl Jugurthovým tchánem a nepříliš ochotným spojencem, zneklidněn příchodem Římanů k hranicím své říše. Ti ale dali najevo ochotu k možné vzájemné dohodě. Poté, co se jim dostalo králova souhlasu, podnikl Sulla nebezpečnou cestu do hlavního města Mauretánie, kde přesvědčil Bokcha, aby Jugurthu zradil. Numidský král byl následně vydán Sullovi, čímž dlouhá a náročná válka v Numidii konečně skončila. Poněvadž pozici nejvyššího velitele zastával Marius, sláva za Jugurthovo zajetí připadla výhradně jemu. Nicméně bezprostředně zodpovědným za Jugurthovo dopadení byl bezesporu Sulla. Třebaže se tato skutečnost nejdříve jevila nepodstatná, Sulla později prohlásil, že zásluha na ukončení války náleží jemu. Tento drobný incident se tak stal počátkem neutuchajícího soupeření mezi oběma muži.

### Kimbrové a Teutoni

Migrace Kimbrů a Teutonů, zeleně jejich vítězné bitvy, červeně bitvy prohrané

V roce 109 př. n. l. dorazili do Galie germánští Kimbrové a Teutoni. Po porážce římského vojska konzula Marca Junia Silana propukl neklid mezi keltskými kmeny v Římany nedávno dobyté Zaalpské Galii. O dva roky později postihl Silanův osud i armádu konzula Lucia Cassia Longina, jenž v boji padl. To, co z vojska zbylo, zachránil nejstarší přeživší důstojník Gaius Popillius Laenas jen díky tomu, že barbarům odevzdal polovinu římského trénu a svolil s potupným projitím pod jhem. V dalším roce přibyl do Galie konzul Quintus Servilius Caepio, který po menším úspěšném střetu s Germány obsadil město Tolosu (dnešní Toulouse) a v místních chrámech zabavil ohromné množství zlata. Velká část tohoto pokladu však záhadně zmizela během přepravy do přístavu Massilie (Marseille). Nedlouho nato Caepionova rodina náhle nabyla velké bohatství, což přirozeně vyvolalo značné pochybnosti o jeho původu. I přesto byl Caepio potvrzen ve velitelské hodnosti i pro další rok, kdy do Galie dorazilo další římské vojsko vedené novým konzulem Gnaeem Malliem Maximem, jemuž mělo náležet vrchní velení. Avšak Mallius byl stejně jako Marius homo novus a Caepio se mu proto odmítl podřídit.
Kimbrové se mezitím objevili při řece Rhodanus (Rhône). Caepio ale i nadále odmítal spojit své vojsko s Malliovým, jež se nacházelo na protějším břehu. Vyslanci senátu nakonec přiměli Caepiona k přechodu na druhý břeh, nicméně i poté, co Caepio překročil řeku, aby podpořil ohroženého Mallia, setrvával nadále v určité vzdálenosti od Malliova vojska a odpíral mu poslušnost. Této nesvornosti mezi Římany barbaři dokonale využili, když 6. října 105 př. n. l. v bitvě u Arausia nejprve rozprášili Caepionovy legie a následně rozdrtili i Malliovo vojsko. Protože Římané bojovali s řekou v zádech, úprk z bitevního pole byl nemožný. V boji prý padlo kolem 80 000 Římanů. Ztráty z prohraných střetnutí s Germány v předchozích desetiletí byly samy o sobě dosti vysoké. Tato porážka, způsobená arogancí nobility a její neochoty spolupracovat s talentovanými jedinci neurozeného původu, představovala hotovou katastrofu. Nejenže ohromné množství Římanů přišlo o své životy, navíc i samotná Itálie byla nyní vystavena přímé hrozbě invaze barbarských hord. Nespokojenost lidu s vládou nobility dosáhla svého vrcholu.

### Opakovaně konzulem
Koncem roku 105 př. n. l. byl Marius, který zatím stále pobýval v Africe, znovu zvolen konzulem. Volba v nepřítomnosti (in absentia) byla velice neobvyklou záležitostí. Kromě toho někdy po roce 152 př. n. l. byl přijat zákon, jenž stanovoval desetiletou přestávku mezi výkonem dvou konzulátů. Dále existují určité okolnosti nasvědčující tomu, že v roce 135 př. n. l. byl schválen zákon, který druhé zastávání konzulátu úplně zakazoval. Ovšem v této svízelné době, kdy Kimbrové beztrestně narušovali hranice státu, byl Mariovi svěřen úřad konzula i podruhé. V následujících pěti po sobě jdoucích letech (104 až 100 př. n. l.) zastával Marius konzulát každoročně, což by za jiných okolností bylo vskutku neslýchané. Po návratu do Říma oslavil Marius 1. ledna 104 př. n. l. svůj triumf nad Jugurthou, jenž byl veden v čele procesí a po jeho skončení byl popraven ve veřejném vězení jako obyčejný zločinec.
Zhruba v téže době se Kimbrové vypravili do Hispánie, pouze menší část z nich setrvávala spolu s Teutony v Galii. Marius tím získal čas dokončit reformu armády. Jedním z jeho legátů byl jeho někdejší quaestor Sulla, což nasvědčuje tomu, že zášť mezi oběma muži dosud nepropukla s plnou intenzitou. Na konci roku byl Marius opět potvrzen v úřadu konzula, ačkoli mohl i nadále velet vojsku v hodnosti prokonzul. V pozici konzula bylo však jeho vojevůdcovské postavení nezpochybnitelné, čímž se předešlo možným rozmíškám s novými veliteli. Marius byl nyní v takové pozici, že mu Senát a lid římský vyhověli v jakémkoli jeho požadavku včetně volby jeho kolegy v úřadu. V roce 103 př. n. l. ale Kimbrové stále ještě pobývali v Hispánii a kromě toho zemřel Mariův spolukonzul Lucius Aurelius Orestes. Marius se nato vrátil do Říma, aby dohlédl na hlasování, v němž byl zvolen konzulem pro další rok.

### Rozhodující střet s Germány
V roce 102 př. n. l. se Kimbrové vrátili z Hispánie do Galie a společně s Teutony se rozhodli napadnout Itálii. Teutoni směřovali na jih, přičemž měli v úmyslu proniknout na Apeninský poloostrov cestou podél pobřeží Středozemního moře. Naproti tomu Kimbrové se pokusili překročit Alpy a prorazit do Itálie ze severovýchodu skrze Brennerský průsmyk. Toto rozdělení sil se však mělo ukázat jako osudová chyba. Římané těžící ze svého centrálního postavení a krátkých komunikačních linií si nyní mohli vybrat, proti kterému z kmenů koncentrují své síly. Marius napadl nejprve Teutony, táhnoucí Narbonskou Galií vstříc Alpám. Odmítl se jim postavit na místě, jež si sami vybrali, a raději se stáhl k Aquae Sextiae, kde jim přehradil cestu. Čelní kontingent germánských válečníků tvořený kmenem Ambronů se odvážně leč pošetile vrhl proti Římanům, aniž by vyčkal posil. Výsledkem bylo 30 000 mrtvých barbarů. Marius poté vyčlenil 3000 svých vojáků a ukryl je do týlu postupujícího hlavního tělesa Teutonů. Když barbaři zahájili útok, vpadl jim tento detašovaný oddíl legionářů do zad. V nastalé řeži byli Teutoni takřka úplně vyhlazeni. Počet mrtvých Germánů se odhaduje asi na 100 000.
Mariův kolega Quintus Lutatius Catulus neměl tolik štěstí, neboť nedokázal zabránit Kimbrům v průchodu Brennerským průsmykem koncem roku 102 př. n. l. a umožnil jim tak projít do Pádské nížiny. V zimě byl Marius v Římě opět zvolen konzulem, načež spěchal zpět na sever, aby se připojil ke Catulovi, jehož imperium bylo rovněž prodlouženo. V létě roku 101 př. n. l. bylo pak svedeno rozhodující střetnutí s Kimbry. V bitvě u Vercell v Předalpské Galii římská disciplína znovu zvítězila nad početnějšími silami barbarů, z nichž více než 90 000 bylo zabito (včetně žen a dětí) a všichni ostatní upadli do otroctví. Catulus a Marius oslavili společný triumf, ovšem veřejné mínění přisoudilo většinu slávy za porážku Germánů Mariovi. Catulus se tudíž Mariovi odcizil a později se stal dokonce jedním z jeho úhlavních nepřátel. Jako určitý druh odměny odhlasovalo lidové shromáždění Mariovi konzulát i pro rok 100 př. n. l., třebaže nebezpečí už pominulo. Římský lid mu dále přiznal čestný titul „zachránce Říma“ a pozdravil ho jako „třetího zakladatele města“ po Romulovi a Camillovi.

### Odchod do ústraní

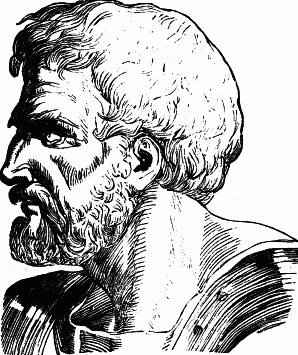
Marius

Kvůli zabezpečení politické podpory svých vojáků udělil Marius bez souhlasu senátu římské občanství Italikům a ostatním spojencům bojujícím v řadách jeho vojska. Když proti tomu někteří protestovali a označovali takové jednání za nezákonné, odpověděl jim Marius, že „pro řinčení zbraní žádný zákon neslyšel“. Navíc se domáhal udělení kolonizačních a osídlovacích oprávnění pro své veterány. Takové požadavky by byly za běžných okolností ihned zamítnuty, ovšem v tehdejším politickém chaosu bylo možné dosáhnout čehokoli. Své návrhy Marius prosadil s podporou tribuna lidu Lucia Appuleia Saturnina a dalších svých stoupenců, opírajících se o římskou chudinu, kteří se neváhali uchýlit k otevřenému pouličnímu násilí a k politickým vraždám. Senátu, jenž chtěl učinit přítrž řádění zfanatizované lůzy, v jejímž čele stál Saturninus, nezbylo než se obrátit na Maria. Ten pak nařídil svým vojákům ve městě, aby v zájmu veřejného pořádku potlačili nepokoje a zbavili jeho někdejšího spojence moci. Mariova politická dráha se zdála být u konce.
Marius se obával, že by za své činy během šestého konzulátu mohl být pohnán před soud, a proto, aby utišil hněv senátorů, se rozhodl odejít do jisté formy dobrovolného exilu, načež se jako vyslanec vydal na východ. Zde se setkal s pontským králem Mithridatem, jehož prý varoval, že jakákoli nepřátelská akce proti římským zájmům bude mít pro něho katastrofální důsledky. Ačkoli jeho politická reputace se nacházela v troskách, jako voják požíval Marius i nadále respekt. V době, kdy se Marius zdržoval v cizině, těšil se Řím několika letům relativního klidu. V roce 95 př. n. l. bylo však přijato nařízení, jímž se z Říma vykazovali všichni obyvatelé města, kteří postrádali římské občanství. O čtyři roky později byl tribunem lidu zvolen Marcus Livius Drusus, jenž navrhoval přerozdělení státní půdy, zdvojnásobení počtu členů senátu a přiznání římského občanství všem svobodným Italům. Nicméně ještě před koncem svého volebního období byl Drusus zavražděn. Po jeho smrti přestali italští spojenci Říma doufat v politické řešení svých požadavků a povstali proti Římanům, čímž byla zahájena spojenecká válka, která probíhala v letech 91 až 88 př. n. l. Tento konflikt se pro Římany zpočátku vyvíjel velmi nepříznivě. Situace se zlepšila teprve poté, co byl zpět do služby povolán Marius, kterému se podařilo zatlačit severoitalské kmeny do defenzívy. Na jihu se zatím činil Sulla, jehož obratný vojenský postup mu zajistil popularitu a koncem roku 89 př. n. l. byl zvolen konzulem. Již letitý Marius, u něhož se začala projevovat počínající duševní choroba, tím byl silně popuzen.

### Počátek občanských válek
Král Mithridatés Pontský považoval vnitřní nestabilitu římské republiky za ideální příležitost k provedení svých odvážných výbojných plánů. Po dobytí Bithýnie obsadil v roce 88 př. n. l. římskou provincii Asii, přičemž nechal zmasakrovat tisíce římských občanů. Následně se jeho invazní jednotky vylodily v Řecku. Sulla, zastávající v tomto roce úřad konzula, byl senátem pověřen velením nad armádou, jež měla být vyslána proti Mithridatovi. Gaius Marius měl však sám eminentní zájem o vedení války, a proto se neúspěšně postavil proti rozhodnutí senátu. Sulla mezitím shromáždil vojsko a připravoval se vyrazit na východ. Marius se však uchýlil ke své někdejší osvědčené taktice obcházení senátu a prostřednictvím tribuna lidu Publia Sulpicia Rufa, jemuž Marius slíbil odpustit dluhy, navrhl lidovému shromáždění, aby mu svěřilo velení. Marius, stále vysoce populární mezi prostým lidem, byl poté lidem oficiálně pověřen vedením války s Mithridatem. Sulla se však nenechal jen tak odstavit a odmítl se podřídit rozhodnutí lidového shromáždění. Delegace vyslaná z Říma byla jeho vojáky ukamenována, načež Sulla v čele šesti legií vytáhl na město. Tato závažná událost, o níž Marius naprosto nepředpokládal, že by k ní mohlo dojít, byla něčím vskutku nevídaným, neboť až do tohoto okamžiku se žádné římské vojsko neodvážilo pochodovat na Řím. Tímto činem bylo zahájeno období římských občanských válek.
Jakmile se stalo zřejmé, že se Sulla hodlá v rozporu se zákony zmocnit Říma silou, pokusil se Marius zorganizovat obranu města s pomocí gladiátorů, kteří ale pro Sullovy legionáře nepředstavovali vážného soupeře. Marius byl poražen, načež Sulla a jeho stoupenci v senátu vynesli nad Mariem, Sulpiciem a mnoha dalšími populáry rozsudek smrti. Několik mužů bylo popraveno, ovšem Marius (podle Plútarcha) několikrát jen těsně unikl zajetí a jisté smrti a po moři uprchl do bezpečí v Africe. Mnoho Římanů Sullovo jednání odsuzovalo. Někteří z těch, kteří Sullovi oponovali, byli dokonce zvoleni za úředníky na další rok. Konzuly se stali Gnaeus Octavius, příznivec Sully, a Lucius Cornelius Cinna, jenž podporoval Maria. Poté, co byl Sulla potvrzen ve funkci velitele ve válce proti Mithridatovi, stáhl své legie z Říma a vypravil se na východ.

### Sedmý konzulát a smrt
Zatímco Sulla vedl válečné operace v Řecku, propukly v Římě násilnosti mezi optimáty vedenými Octaviem a populáry v čele s Cinnou. Marius se se svým synem a za doprovodu menšího vojska, které si tam opatřil, vrátil z afrického vyhnanství. Ve spojení s Cinnou nejprve vydrancoval římský přístav Ostii a v roce 87 př. n. l. oblehl samotný Řím. Senát mu posléze otevřel brány města, aby učinil přítrž dalšímu zabíjení. Marius však neměl v úmyslu počínat si mírumilovně, nýbrž bažil po pomstě. Dalších pět dnů byl Řím zmítán vražděním, jemuž padli za oběť vůdčí představitelé optimátů včetně Octavia. Marius dal zabít každého, kdo se mu jen nepatrně vzepřel. Hlavy zavražděných nepřátel nechal Marius vystavit na Foru Romanu jako ukázku své moci. Teprve po pěti dnech nařídil Cinna svým ukázněnějším vojákům, aby pobili Mariovy řádící hrdlořezy. Poděšení senátoři poté přijali usnesení, jímž byl Sulla prohlášen za nepřítele státu a Marius pověřen vedením východní války. Marius a Cinna se pak nechali zvolit konzuly pro rok 86 př. n. l. Po pouhých sedmnácti dnech trvání sedmého konzulátu však Gaius Marius ve věku 71 let zemřel na záchvat mrtvice, čímž nejhorší fáze vlády teroru skončila.

## Mariovo hodnocení a další vývoj
Marius byl vynikajícím vojevůdcem a celkem průměrným politikem. Po právu mu náležela sláva za záchranu Říma odvrácením germánského nebezpečí. Měl značný podíl na udělení občanských práv Italikům, což bylo nezbytné pro další vzrůst římské moci, stejně jako jím realizovaná reforma římského vojska. Všechny tyto skvělé činy však zastiňuje skutečnost, že to byl právě Marius, kdo učinil z násilí a krveprolití běžnou součást římské politiky, třebaže vraždění rozpoutané Mariem a Cinnou nelze vůbec srovnávat s tím, co se odehrálo o několik let později po návratu Sully z Východu. Zápas mezi Mariem a Sullou uštědřil římské republice tvrdé rány, z nichž se neměla již nikdy vzpamatovat. Cinna byl ve třech následujících letech opět zvolen konzulem, pak byl však zabit při vzpouře ve svém vojenském táboře, když se snažil vést legie do Řecka. Sullova vítězná armáda přistála v roce 83 př. n. l. v Brundisiu. Nedlouho nato zemřel Mariův syn při obraně Praeneste, města východně od Říma. Po svém druhém příchodu do Říma rozpoutal Sulla nové kolo násilností, jež svou hrůzností překonaly všechny dřívější. Stovky senátorů a tisíce jezdců a jiných římských aristokratů dříve podporujících Maria byly postaveny mimo zákon a popraveny v rámci proskripcí. Sullovy msty nebyl ušetřen ani mrtvý Marius, jehož mrtvola byla vytažena z hrobu a vhozena do řeky Anio. Julius Caesar, synovec Mariovy manželky, jenž se oženil s Cinnovou dcerou, byl jedním z těch, kteří měli být usmrceni. Několik Sullových straníků, pokrevně spřízněných s Caesarem, naléhalo na Sullu, aby Caesarovi udělil milost. Sulla pouze neochotně ušetřil mladého Caesara, přitom však prohlásil: „… vždyť v tomto mladíkovi je skryto mnoho Mariů. …“